# 過ぎたるは猶及ばざるが如し
過ぎたるは猶及ばざるが如し（すぎたるはなおおよばざるがごとし）は、論語からのことわざ。

## 概要
程度を超えているというのは不足していることと同じことであり、良くないことであるということを意味している。このため物事というのは程々にするのが良いとされている。
福沢諭吉は『学問のすゝめ』で、過ぎたるは猶及ばざるが如しについて解説している。そこでは福沢はこの言葉というのは弊害と本色というのは相反していると評している言葉であるとしている。例をあげて、食物というものは身体を養うものであるものの、これを過食すればかえって身体を害することとなる。このことから栄養は食物の本色であるものの、過食はその弊害ということであるとする。

### 論語
この過ぎたるは猶及ばざるが如しは、論語からの言葉である。そこでは孔子の弟子である子貢が、子張と子夏のどちらが優れているかを孔子に問うたことがあった。そこで孔子は、子張はゆき過ぎていて、子夏はゆき足りていないと答えた。それを聞いた子貢は、ならば子張の方が優れているのかと再度孔子に問うたところ、孔子はゆき過ぎているのは、ゆき足りていないことと同じであると答えた。孔子は中庸を徳の最高指標としていたことから、ゆき過ぎていても、ゆき足りなくてもどちらも好ましくないと考えていた。
徳川家康は論語を学んでいて、過ぎたるは猶及ばざるが如しの考えを推し進めていた。